# Scoparia mediorufalis
Scoparia mediorufalis là một loài bướm đêm trong họ Crambidae.